# Arthur Albiston
Arthur Richard Albiston (Edinburgh, 1957. július 14. –) skót labdarúgó, aki karrierje nagy részét a Manchester Unitednél töltötte és a skót válogatottban is szerepelt.

## Pályafutása
Albiston 1972 nyarán ifiként csatlakozott a Manchester Unitedhez, két év múlva profi szerződést kapott a klubtól. Az első csapatban egy 1974-es, Manchester City elleni Ligakupa-meccsen mutatkozhatott be. 14 évig maradt a Unitednél, ami alatt 379 bajnoki találkozón lépett pályára és 6 gólt szerzett. 1977-ben, 1983-ban és 1985-ben is megnyerte az FA Kupát a csapattal.
1988 augusztusában Albiston ingyen a West Bromwich Albionhoz igazolt, melyet akkor a korábbi United-menedzser, Ron Atkinson irányított. A bajnokságban az 1988–89-es szezon elején mutatkozott be egy Leicester City elleni meccsen. Összesen 47 meccsen játszott az Albionban és 2 gólt szerzett, majd visszatért Skóciába, a Dundee-hoz. Később megfordult még a Chesterfieldben, a Chester Cityben, a norvég Moldéban és az Ayr Unitedben is.
1994-es visszavonulása előtt még olyan amatőr klubokban is játszott, mint a Sittingbourne, a Witton Albion és a Droylsden.

## Válogatott
Albistont 14 alkalommal hívták be a skót válogatottba. 1981. október 14-én, Észak-Írország ellen debütált. Az 1986-os vb-n egy alkalommal léphetett pályára, az Uruguay elleni 0-0-s meccsen 1986. június 13-án.

## Visszavonulás utáni tevékenységei
Visszavonulása után Albiston az 1996/97-es szezonban menedzserként dolgozott a Droylsdennél. 2000 és 2004 között a Manchester United ificsapatánál látott el edzői feladatokat. Később a Manchester Independentél volt rádiós szakkommentátor.

## Eredményei

### Manchester United
- Angol másodosztály

Győztes: 1974/75
- FA Kupa

Győztes: 1977, 1983, 1985
- Charity Shield

Győztes: 1977*, 1983 (*=megosztva)